# Clã político

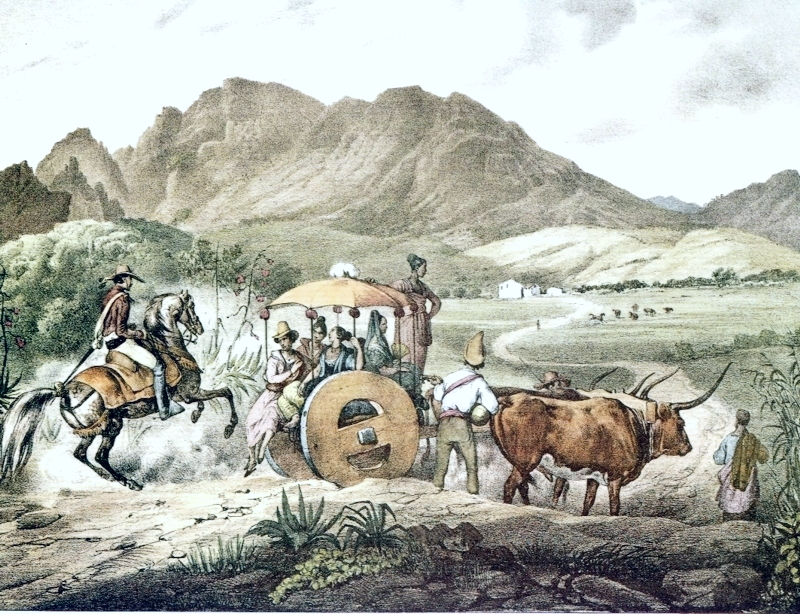
Família de fazendeiros indo à igreja (1820-1825), de Rugendas.

Clã político é uma instituição informal que surge a partir de uma organização informal (clã), caracterizada por relações de parentesco e que incluem, além de uma extensa organização familiar, laços afetivos que "vão além dos laços sanguíneos, pois incorporam uma rede de indivíduos ligados por laços de casamento, de amizade, de alianças familiares ou vínculos locais como bairros ou localidades". O poder político dos clãs decorre de serem uma fonte de solidariedade (através da rede de parentela), do seu caráter mimético (de adaptabilidade a distintos contextos institucionais), e da sua resiliência (às tentativas do Estado moderno de assimilá-los).
Conforme Pimentel (2014), "a presença de organizações clânicas em Estados contemporâneos não deve ser visto como anacronismo, mas como um legado que ganhou sobrevida".

## Contexto
O clã político surge numa situação de baixa confiança social. Quando uma sociedade passa por momentos de crise, onde as instituições formais e o cumprimento de acordos é questionado, o recurso às organizações informais pode ser visto pelas pessoas como mais eficiente na proteção dos interesses (individuais e coletivos), pois não necessitam de recursos legais para garantir as relações, e se baseiam em consensos morais que diminuem os custos de transação (inexistência de contratos), fornecendo uma base de confiança mútua. Em determinadas circunstâncias, isso pode dar origem à organizações criminosas (máfia) ou ao familismo amoral (onde o indivíduo busca obter vantagens apenas para si ou para seu grupo familiar).

## No Brasil

### Origens
Tomando por base a realidade brasileira, Pimentel (2014) assim define o fenômeno:

Os clãs políticos são organizações informais baseadas na estrutura de parentesco e orientadas para a ação política, que competem com as organizações formais do sistema político, especialmente partidos políticos, pelo controle do processo político nos municípios e se reproduzem dentro da administração pública.— Pimentel 2014, p.48
Conforme Oliveira Viana (2005), embora o Brasil tenha 200 anos de existência como estado-nação, possui outros 300 anos onde a presença do estado na vida da sociedade brasileira foi praticamente inexistente. Neste contexto, outras instituições, como a família patriarcal, ocuparam o espaço vago, transformando as relações de parentesco numa grande fonte de poder político.
A mudança de regime acarretada pela Proclamação da República, acarretou uma crise de confiança que foi contornada através do "Pacto oligárquico" de Campos Sales, onde a presidência da república apoiava as lideranças estaduais, em troca do apoio institucional destas. Isso também restringia a participação política aos grupos que participavam do arranjo. Esse pacto não era exatamente algo novo, pois no império as províncias eram administradas em bases similares, o que reforça a ideia de que o Brasil é controlado por oligarquias.
O domínio exercido pelas oligarquias regionais e sua contribuição para o atraso político e social do país, já era denunciado em 1910 por Sílvio Romero, em sua obra "Provocações e debates: contribuições para o estudo do Brasil social". Romero, além de caracterizar estes grupos como "clãs politicantes", apontava para a existência do "filhotismo", onde o herdeiro de um líder local "recebia" o capital político familiar, e garantia a continuidade do poder para o seu grupo.
Sílvio Romero também elaborou uma classificação das oligarquias, que seriam de quatro tipos, sendo as duas últimas pouco mais do que ajuntamentos de grupos criminosos:
- Oligarquia familiar: o grupo familiar se apossa da estrutura do estado, dos melhores cargos, e o coloca para trabalhar em seu proveito;
- Oligarquia semi-familiar: praticada por grupos familiares menores, que por falta de pessoal, dividem o poder com outros grupos e amigos próximos (compadrio);
- InDuna (Grande Líder): seria caracterizado por "subserviência matreira" seguida de "traição, como meio de substituir um grupo oligárquico a outro".[7]
- Castilhismo: constituída por grupos cujo poder derivaria de dinheiro oriundo de fontes escusas.

### Anarquia branca
Romero influenciou a seminal obra "Populações meridionais do Brasil" (1920), de Oliveira Viana, onde este tentou pela primeira vez analisar a formação do Brasil a partir das instituições sociais. Diante da ausência de instituições de ordem política e administrativa capazes de gerar solidariedade social, as relações sociais se assentavam no âmbito privado das relações familiares, o que terminou por criar o que o autor chama de "anarquia branca". Essa é uma condição provocada pela existência de uma grande massa de pobres e/ou mestiços, que não dispondo de qualquer proteção legal do estado, ficariam totalmente a mercê do poder dos caudilhos locais (os únicos capazes de prover alguma forma de justiça), o que por sua vez, geraria o "espírito de clã" (solidariedade) na sociedade. Este "clã fazendeiro", chefiado pelo dono da fazenda, passa a atrair para si as estruturas do poder central, o que mais adiante, vai se tornar fonte de atrito entre estes grupos e o estado brasileiro.
Finalmente, dentre os autores da década de 1930, que se debruçaram sobre a formação dos grupos familiares no sistema político brasileiro, Sérgio Buarque de Holanda considerou que o poder patriarcal tornou-se fonte de poder político, por estender o círculo familiar para além do núcleo consanguíneo. Para isso, contribuiu a vasta extensão do território nacional, permitindo a manutenção e o fortalecimento destas estruturas privadas de poder. Daí provém o conceito de "homem cordial", onde por força das relações familiares (fossem ou não consanguíneas), o grupo colocaria o seu interesse (privado) acima do público ou coletivo. Como disse o autor, o homem cordial "é a forma natural e viva que se converteu em fórmula".

### Enxada e voto
Na década de 1940, Victor Nunes Leal publicou "Coronelismo, Enxada e Voto" (1949), onde analisou como estruturas de poder local acabaram por dar origem ao sistema político ímpar, vigente no Brasil. Este teria sua origem no "coronelismo", oriundo da Guarda Nacional imperial; mesmo extinta com a Proclamação da República, seus líderes, os "coronéis", continuaram a ser detentores do poder regional (político e econômico) pelo século XX a dentro. O sistema teria duas características principais:
1. Poder político em mãos do chefe local ("coronel"), tanto maior quanto o número de votos controlados por ele; isso permitiria a existência de um sem número de "coronéis";[1]
2. Poder de barganha em função dos votos controlados por cada coronel.[1]

Como destaca Queiroz (2006):

A exigência de um coronel para que seus apaniguados votem em determinado candidato – imposição muitas vezes sem apelo – tem como contrapartida o dever moral que o coronel assume de auxiliar e defender quem lhe deu o voto.— Queiroz 2006, p.182
Leal era pessimista quanto ao sistema representativo no Brasil, posto que este seria falível, sujeito à manipulação de resultados e por pronunciada tendência ao governismo ("situação"). Porém, mais do que mero "voto de cabresto" num candidato indicado pelo chefe local, o voto seria um instrumento de barganha, na obtenção de favores ou pelo pagamento de favores concedidos.

### Clã eleitoral
Também em fins dos anos 1940, Oliveira Viana retorna aos seus estudos anteriores e publica uma síntese em dois volumes, "Instituições políticas brasileiras". Nela, reconhece a resiliência dos grupos clânicos e busca analisar as bases que permitiram a sobrevivência destes. Segundo Viana, um Estado pressupõe a existência de poderes públicos locais, poderes públicos regionais e governo central. Como elemento de união destas três instâncias, um "sentimento de estado nacional", que estaria ausente no Brasil. Em seu lugar, haveria um "sentido desvirtuado e aberrante, porque inspirado no interesse pessoal (da família, ou de clã, ou de partido), em vez de inspirado no interesse da coletividade nacional - da Nação toda".
Sem este "sentimento nacional", o poder público passou a ser exercido pelo interesse pessoal ("de família, de clã ou de partido"), com as relações intrafamiliares recaindo ou no "clã de feudo" (composto pelo fazendeiro, líder, padre, etc, e seus subordinados) ou no "clã parental" (famílias ligadas por laços sanguíneos ou de compadrio). Estas duas instituições deram origem à uma terceira: o "clã eleitoral".
O "clã eleitoral" teria surgido já no início do século XIX, a partir da lei imperial que reorganizou os municípios (em 1828), e praticamente obrigou as lideranças locais a se entenderem para definir quem seriam as autoridades locais (juízes, vereadores, oficiais da Guarda Nacional etc). Da mesma forma que os outros dois, este clã também estava estruturado em torno de laços de parentesco e visava a obtenção de vantagens pessoais, não a defesa de interesses coletivos.
O fato de que estes clãs continuem a existir, ainda no século XXI, só comprova a sua imensa capacidade de adaptação aos diversos contextos institucionais experimentados pelo país, ao longo de quase 200 anos.

### Atualidade
No século XXI, os clãs políticos continuam não somente a existir, mas a vicejar no Estado brasileiro, mantendo as mesmas características que possuíam desde sua origem: relações de parentesco e orientação para a ação política em causa própria. O fim da ditadura militar e a consequente descentralização advinda do processo de redemocratização, deu nova sobrevida às forças políticas locais, do regionalismo e do municipalismo. Aliás, por conta da Constituição de 1988, o Brasil tornou-se um dos "estados mais descentralizados do mundo em termos de distribuição dos recursos e de poder político", o que em última análise, favoreceu as elites políticas locais.
Dentre os efeitos perversos gerados por essa descentralização, foram identificados:
- Desequilíbrio fiscal (fortalecimento dos governadores e uso predatório de bancos estaduais, o que gerou inflação);
- Criação de novos municípios (aumento de gastos públicos);
- Assimetrias dos recursos e de poder político (distorção na representação dos estados na Câmara dos Deputados);
- Democratização assimétrica (preponderância do executivo local sobre os demais poderes);
- Sobrevivência de práticas políticas anacrônicas (crise de governabilidade permanente).[9]

#### Parentes na política
Em levantamento feito em 2014 pela Transparência Brasil, com deputados eleitos em 2010 e senadores em 2006, verificou-se que "as relações de sangue podem ser importante capital político: na Câmara e no Senado, quase metade dos congressistas alavancaram parentes ou foram por eles promovidos; entre os deputados federais com menos de 30 anos, o número de 'herdeiros' chega a quase 80%. Os percentuais são mais altos entre nordestinos, mulheres e detentores de concessões de rádio e TV. A maioria dos parlamentares com parentes políticos faz parte de clãs regionais, famílias com pelo menos duas gerações envolvidas na política local".
| Região       | Câmara       | Câmara | Câmara | Senado       | Senado | Senado |
| Região       | Com parentes | Total  | %      | Com parentes | Total  | %      |
| ------------ | ------------ | ------ | ------ | ------------ | ------ | ------ |
| Nordeste     | 91           | 151    | 60%    | 19           | 27     | 70%    |
| Norte        | 28           | 65     | 43%    | 14           | 21     | 67%    |
| Centro-Oeste | 19           | 41     | 46%    | 6            | 12     | 50%    |
| Sudeste      | 64           | 179    | 36%    | 8            | 12     | 67%    |
| Sul          | 26           | 77     | 34%    | 5            | 9      | 56%    |
| Total        | 228          | 513    | 44%    | 52           | 81     | 64%    |

No mesmo levantamento, os cinco estados com percentual mais elevado de parlamentares com parentesco político, eram todos do Nordeste: Paraíba (92%), Rio Grande do Norte (88%), Alagoas (78%), Piauí (70%) e Pernambuco (64%).
| Estado              | Câmara       | Câmara | Senado       | Senado |
| Estado              | Com parentes | %      | Com parentes | %      |
| ------------------- | ------------ | ------ | ------------ | ------ |
| Acre                | 4            | 50%    | 3            | 100%   |
| Alagoas             | 7            | 78%    | 3            | 100%   |
| Amazonas            | 5            | 63%    | 1            | 33%    |
| Amapá               | 3            | 38%    | 2            | 67%    |
| Bahia               | 19           | 49%    | 1            | 33%    |
| Ceará               | 10           | 45%    | 1            | 33%    |
| Distrito Federal    | 2            | 25%    | 2            | 67%    |
| Espírito Santo      | 4            | 40%    | 2            | 67%    |
| Goiás               | 10           | 59%    | 1            | 33%    |
| Maranhão            | 10           | 56%    | 2            | 67%    |
| Minas Gerais        | 21           | 40%    | 1            | 33%    |
| Mato Grosso do Sul  | 4            | 50%    | 2            | 67%    |
| Mato Grosso         | 3            | 38%    | 1            | 33%    |
| Pará                | 5            | 29%    | 2            | 67%    |
| Paraíba             | 11           | 92%    | 3            | 100%   |
| Pernambuco          | 16           | 64%    | 2            | 67%    |
| Piauí               | 7            | 70%    | 2            | 67%    |
| Paraná              | 12           | 40%    | 3            | 100%   |
| Rio de Janeiro      | 14           | 30%    | 2            | 67%    |
| Rio Grande do Norte | 7            | 88%    | 3            | 100%   |
| Rondônia            | 3            | 38%    | 2            | 67%    |
| Roraima             | 3            | 38%    | 2            | 67%    |
| Rio Grande do Sul   | 9            | 29%    | 1            | 33%    |
| Santa Catarina      | 5            | 31%    | 1            | 33%    |
| Sergipe             | 4            | 50%    | 2            | 67%    |
| São Paulo           | 25           | 36%    | 3            | 100%   |
| Tocantins           | 5            | 63%    | 2            | 67%    |
| Total               | 228          | 44%    | 52           | 64%    |